# Centralia (Kansas)
Pour les articles homonymes, voir Centralia.
Centralia est une ville américaine située dans le comté de Nemaha, au Kansas. Selon le recensement de 2010, sa population est de 512 habitants.